# Табачненська сільська рада (Бахчисарайський район)
Таба́чненська сільська́ ра́да — адміністративно-територіальна одиниця та орган місцевого самоврядування в Бахчисарайському районі Автономної Республіки Крим. Адміністративний центр — село Табачне.

## Загальні відомості
- Населення ради: 2 062 особи (станом на 2001 рік)

## Населені пункти
Сільській раді підпорядковані населені пункти:
- с. Табачне

## Склад ради
Рада складається з 16 депутатів та голови.
- Голова ради: Шаповал Іван Іванович

### Керівний склад попередніх скликань
| Прізвище, ім'я, по батькові | Основні відомості                                                 | Дата обрання | Дата звільнення |
| --------------------------- | ----------------------------------------------------------------- | ------------ | --------------- |
| Томащак Валентина Петрівна  | Сільський голова, 1947 року народження, позапартійна              | 26.03.2006   | 31.10.2010      |
| Шаповал Іван Іванович       | Сільський голова, 1962 року народження, освіта вища, безпартійний | 31.10.2010   |                 |

Примітка: таблиця складена за даними сайту Верховної Ради України

### Депутати
За результатами місцевих виборів 2010 року депутатами ради стали:

#### За суб'єктами висування
| Суб'єкт висування | Кількість обраних депутатів | %    |
| ----------------- | --------------------------- | ---- |
| Самовисування     | 15                          | 93,8 |
| Партія регіонів   | 1                           | 6,3  |

#### За округами
| № округу        | Прізвище, ім'я, по батькові    | Дата визнання обраним | Освіта             | Партійна приналежність                  | Відомості про обраного депутата                                           |
| --------------- | ------------------------------ | --------------------- | ------------------ | --------------------------------------- | ------------------------------------------------------------------------- |
| Партія регіонів |                                |                       |                    |                                         |                                                                           |
| 11              | Титаренко Валентина Сергіївна  | 02.11.2010            | вища               | член Партії регіонів                    | приватний підприємець                                                     |
| Самовисування   |                                |                       |                    |                                         |                                                                           |
| 1               | Майборода Інна Анатоліївна     | 02.11.2010            | вища               | член Партії регіонів                    | Табачнівська загальноосвітня школа, заступник директора з виховної роботи |
| 2               | Лобода Павло Володимирович     | 02.11.2010            | вища               | член Партії регіонів                    | Табачнівська загальноосвітня школа, вчитель фізичної культури             |
| 3               | Логінова Наталя Генадіївна     | 02.11.2010            | середня            | член Партії регіонів                    | загальноосвітній навчальний заклад «Солнышко», машиніст з прання білизни  |
| 4               | Фролова Наталя Вікторівна      | 02.11.2010            | середня спеціальна | член Партії регіонів                    | тимчасово не працює                                                       |
| 5               | Шмідт Володимир Іванович       | 02.11.2010            | вища               | член Партії регіонів                    | ПП «СБО-сервіс», охоронець                                                |
| 6               | Філіпп Володимир Миколайович   | 02.11.2010            | середня            | член Партії регіонів                    | ДАЛМ-агро, тракторист                                                     |
| 7               | Карасьова Ольга Петрівна       | 02.11.2010            | вища               | член Партії регіонів                    | тимчасово не працює                                                       |
| 8               | Клочко Олена Володимирівна     | 02.11.2010            | вища               | позапартійна                            | ООО «Інвест Плюс», головний бухгалтер                                     |
| 9               | Слісаренко Олена Олександрівна | 02.11.2010            | середня спеціальна | позапартійна                            | соціальний центр с. Табачне, медична сестра                               |
| 10              | Дембіцька Ольга Вікторівна     | 02.11.2010            | вища               | член Партії регіонів                    | Табачнівська загальноосвітня школа, вчитель початкових класів             |
| 12              | Чеботарьова Надія Євгенівна    | 02.11.2010            | середня спеціальна | позапартійна                            | соціальний центр с. Табачне, культорганізатор                             |
| 13              | Овдієнко Ольга Іванівна        | 02.11.2010            | середня спеціальна | позапартійна                            | ОСККНЕУ с. Берегове, чергова                                              |
| 14              | Ляднов Ігор Валерійович        | 02.11.2010            | вища               | член Політичної партії «Сильна Україна» | приватний підприємець                                                     |
| 15              | Вершкова Катерина Анатоліївна  | 02.11.2010            | середня спеціальна | член Партії регіонів                    | ОСККНЕУ с. Берегове, сестра-господарка                                    |
| 16              | Яковенко Петро Іванович        | 02.11.2010            | вища               | член Політичної партії «Сильна Україна» | приватний підприємець                                                     |